# 2Yoon
2Yoon (кор. 투윤; стилизуется как 2YOON) — первая подгруппа южнокорейской женской группы 4Minute, сформированная Cube Entertainment в 2013 году. Подгруппа состояла из Гаюн и Джиюн. Дебют состоялся 22 января 2014 года с мини-альбомом Harvest Moon.

## История
Гаюн и Джиюн входят в основной состав группы 4minute и являются её основными вокальными исполнителями.
Глава Cube Entertainment Хон Сын Сон решил объединить Гаюн и Джиюн в подгруппу после их выступления дуэтом на Unaited Cube в 2011-м году в Лондоне.
Дуэт был известен поклонникам как «Ссангюн» (хангыль: 쌍윤) (в переводе с хангыля первая часть слова означает «близнецы», а вторая — общую часть имён участниц — «yoon»).
Однако, наименование «Ссангюн» посчитали несколько неподходящим для обозначения группы и поэтому группу окрестили «2Yoon», чтобы лучше отразить их очарование. Кроме того, название «Ссангюн» могло быть неправильно расслышано и понято как профанация. Поэтому было принято окончательное решение о смене имени.
7 января было объявлено, что выпуск их дебютного альбома «Harvest Moon» назначен на середину января. Заглавной песней будет «24/7». И вот 17-го числа 2Yoon официально выпустили свой альбом и сопровождающее музыкальное видео для 24/7. Дебют 2Yoon транслировался по телевидению на M! Countdown на следующий день, 18-го января.

## Артистизм
Дуэт получил хорошие отзывы, как от корейских, так и от иностранных музыкальных журналов. В частности, за то, что впервые в истории K-pop индустрии выпустили музыку в стиле кантри-поп.
2Yoon стали первой подгруппы корейской музыкальной группы, которое продвигалось в Таиланде, выступая и давая интервью.
Марк Хоган из журнала «Spin» назвал музыкальное видео 2Yoon «настолько головокружительно неописуемый, насколько мы только могли надеяться», говоря о том, что оно включает в себя элементы кантри-музыки, не теряя при этом «характерной гипермелодичной электроники» к-попа. Лили Ротмен из «Time» похвалила 2Yoon за попытку создания «маловозможного союза» кантри-музыки и к-попа, за демонстрацию симбиотического влияния, которое американская музыка и к-поп оказывают друг на друга. Пак Хёнмин из «Mnet» похвалил «лёгкое и радостное» исполнение заглавного сингла.

## Состав
| Сценическое имя | Сценическое имя | Имя при рождении | Имя при рождении | Дата рождения |
| Кириллизация    | Хангыль         | Кириллизация     | Хангыль          | Дата рождения |
| --------------- | --------------- | ---------------- | ---------------- | ------------- |
| Гаюн            | 가윤            | Хо Гаюн          | 허가윤           | 18.5.1990     |
| Джиюн           | 지윤            | Чон Джиюн        | 전지윤           | 15.10.1990    |

## Дискография

### Мини-альбомы
| Название     | Детали                                                                                      | Высшая позиция | Продажи      |
| Название     | Детали                                                                                      | KOR            | Продажи      |
| ------------ | ------------------------------------------------------------------------------------------- | -------------- | ------------ |
| Harvest Moon | - Релиз: 22 января 2013 года - Лейбл: Cube Entertainment - Формат: CD, цифровая дистрибуция | 7              | - KOR: 5,372 |

### Синглы
| Название | Год  | Высшая позиция | Высшая позиция | Продажи        | Альбом       |
| Название | Год  | KOR            | KOR Hot        | Продажи        | Альбом       |
| -------- | ---- | -------------- | -------------- | -------------- | ------------ |
| «24/7»   | 2013 | 8              | 13             | - KOR: 572,159 | Harvest Moon |